# 김포대교
김포대교(金浦大橋)는 경기도 김포시 고촌읍에서 고양시 덕양구 토당동을 잇는 길이 2.28km의 한강의 다리이다. 강동대교와 함께 수도권제1순환고속도로를 구성하는 고속도로 교량으로, 김포 나들목과 자유로 나들목 (옛 신평 나들목) 사이에 위치한다. 이 다리의 일부 아래에는 백마도가 있으며, 이 다리의 서쪽에는 신곡보가 있다.

## 역사
- 1992년 12월 2일 : 서울외곽순환고속도로의 신평 나들목 (현 자유로 나들목) ~ 김포 나들목 구간을 착공하면서 동시에 착공하였다.
- 1997년 11월 3일 : 서울외곽순환고속도로의 신평 나들목 (현 자유로 나들목) ~ 김포 나들목 구간이 완공되면서 한강 다리 중 21번째로 개통하였다.[2]